# Simples Secrets
Pour plus de détails, voir Fiche technique et Distribution.
Simples Secrets, ou Le Refuge au Québec (Marvin's Room) est un film américain de Jerry Zaks sorti en 1996. Le film sort dans les salles françaises en juin 1998.

## Synopsis
Ce film est l'histoire de deux sœurs qui se sont éloignées et séparées dans la vie, depuis 20 ans. Bessie est restée et s'occupe de son père et de sa tante, tandis que Lee est partie vivre en Ohio, fuyant la morosité de leur vie en Floride.
Le père (Hume Cronyn), atteint d'un AVC (accident vasculaire cérébral) dix-sept ans plus tôt, est resté  alité, dans l'incapacité de se mouvoir. Il est aimé de sa fille Bessie (Diane Keaton) mais complètement ignoré de sa seconde fille, Lee, (Meryl Streep) qui a déménagé en Ohio avec son époux vingt ans plus tôt et ne l'a plus contacté depuis. Le médecin de Bessie (Robert de Niro) l'informe alors qu'elle souffre d'une leucémie et qu'elle doit bénéficier d'une greffe de moelle osseuse au plus vite. Elle se tourne donc vers sa sœur Lee,  pour lui demander son aide, celle-ci vient voir sa famille en Floride avec ses deux fils, qu'elle élève seule, Hank son premier a été interné dans un hôpital psychiatrique pour avoir mis le feu à la maison de sa mère. Lorsque Lee découvre qu'elle devra peut-être avoir à prendre soin de son père, car sa sœur va mourir, elle commence à faire le tour des maisons de retraite. Finalement, la famille commence à resserrer ses liens et Bessie, par sa gentillesse et le profond amour qu'elle a pour les siens, finit par apprivoiser son neveu, qui blessé par l'histoire chaotique de sa mère était très mal dans sa peau. Le film s'achève au moment où l'on comprend que Lee prendra le relais de sa sœur auprès de son père, et restera désormais avec sa famille.

## Fiche technique
Sauf indication contraire, les informations mentionnées dans cette section peuvent être confirmées par la base de données cinématographiques IMDb,  présente dans la section « Liens externes ».
- Titre original : Marvin's Room
- Titre français : Simples Secrets
- Titre québécois : Le Refuge
- Réalisation : Jerry Zaks
- Scénario : Scott McPherson d'après sa pièce de théâtre
- Costumes : Julie Weiss
- Musique : Rachel Portman
- Casting : Ilene Starger
- Directeur de la photographie : Piotr Sobociński
- Producteurs : Robert De Niro, Jane Rosenthal, Scott Rudin
- Société de productions : Scott Rudin Productions, Tribeca Productions et Marvin Productions[1]
- Distributeur : Miramax (États-Unis), BAC Films (France)
- Genre : Drame
- Durée : 98 minutes
- Dates de sortie en salles :
  - États-Unis : 18 décembre 1996 (Los Angeles et New York)
  - États-Unis : 10 janvier 1997 (Chicago et Washington)
  - France : 4 juin 1998

## Distribution
Légende : VF = Version française et VQ = Version québécoise
- Meryl Streep (VF : Annie Sinigalia et VQ : Marie-Andrée Corneille) : Lee Lacker
- Leonardo DiCaprio (VF : Damien Witecka et VQ : Joël Legendre) : Hank Lacker, le fils aîné de Lee
- Diane Keaton (VF : Béatrice Delfe et VQ : Élizabeth Lesieur) : Bessie Lacker
- Robert De Niro (VF : Jacques Frantz et VQ : Hubert Gagnon) : Le Dr Wally
- Hume Cronyn (VQ : Vincent Davy) : Marvin Lacker, le père de Lee et Bessie
- Gwen Verdon (VQ : Élizabeth Chouvalidzé) : Ruth
- Hal Scardino : Charlie Lacker, le fils cadet de Lee
- Dan Hedaya (VF : Jean Lescot) : Bob Wally, le frère du Dr Wally
- Joe Lisi : Bruno, le responsable du salon de beauté
- Bitty Schram : Janine, l'assistante médicale
- Kelly Ripa : Coral, l'héroïne du feuilleton télévisé
- Margo Martindale (VF : Jacqueline Cohen) : Le Dr Charlotte
- Cynthia Nixon : La directrice de la maison de retraite
- Victor Garber : (non crédité)

## À noter
- C'est le troisième film réunissant Meryl Streep et Robert De Niro après Voyage au bout de l'enfer en 1978 et Falling in Love d'Ulu Grosbard en 1984.
- Diane Keaton et Meryl Streep figuraient au générique de Manhattan, de Woody Allen (1979), mais n'avaient aucune scène commune.
- Dernier rôle au cinéma d'Hume Cronyn, qui tournera encore quelques téléfilms jusqu'à son décès en 2003.
- Ce film marque les retrouvailles entre Diane Keaton et Robert De Niro après Le Parrain 2 bien que les deux comédiens n'y aient aucune scène en commun.

## Récompenses et nominations
- 1997 : Nomination à l'Oscar de la meilleure actrice pour Diane Keaton.